# ساشو أوجبولت
ساشو أوجبولت (بالسلوفينية: Sašo Ožbolt)‏ مواليد 4 أبريل 1981 في دوبروفنيك، جمهورية كرواتيا الاشتراكية، هو لاعب كرة سلة سلوفيني معتزل. بدأ مسيرته الاحترافية في سنة 2000. لعب مع فريق بورتوروز في الدوري السلوفيني لكرة السلة. يبلغ طوله 6 قدم 3 بوصة (1.9 م). اعتزل اللعب في 2015.

## المسيرة الاحترافية
لعب مع بورتوروز في موسم 1999–2000، ثم لعب مع نادي أوليمبيا لكرة السلة من سنة 2002 إلى 2011، ثم لعب مع بورتوروز من سنة 2012 إلى 2015.

## روابط خارجية
- ساشو أوجبولت على موقع الاتحاد الدولي لكرة السلة (الإنجليزية)
- ساشو أوجبولت على موقع الدوري الأوروبي لكرة السلة (الإنجليزية)
- ساشو أوجبولت على موقع كرة السلة الأوروبية.كوم (الإنجليزية)
- ساشو أوجبولت على موقع ريلجم (الإنجليزية)
- ساشو أوجبولت على موقع بروبوليرز (الإنجليزية)
- ساشو أوجبولت على موقع سبورتس رفرنس (الإنجليزية)